# Mieczysław Cybulski (aktor)
Mieczysław Cybulski (ur. 16 marca 1903 w Białej Podlaskiej, zm. 20 sierpnia 1984 w Fort Lauderdale) – polski aktor.

## Życiorys
Pierwsze lata życia spędził w Imperium Rosyjskim. Uczył się w gimnazjum w Moskwie. W 1918 przyjechał do Polski. Podjął pracę jako szofer. W 1920 wstąpił na ochotnika do służb samochodowych Wojska Polskiego. Był również absolwentem kursu gry aktorskiej w Studiu Filmowym Konstantego Meglickiego.
Grał głównie role amantów. Ponieważ nie uważał aktorstwa za poważny zawód, pracował jednocześnie jako szofer-kontroler w Państwowych Liniach Autobusowych. Grywał także w teatrze (Kameralnym w Warszawie i Teatrach Miejskich w Łodzi). II wojna światowa przerwała jego karierę aktorską (wystąpił w ponad 40 filmach). Po wybuchu wojny znalazł się w Wielkiej Brytanii, gdzie przez dwa lata pełnił służbę dowódcy plutonu samochodowego w 2 Batalionie Strzelców „Kratkowane Lwiątka”. Później przeniósł się do marynarki handlowej. Pływał też na „Batorym”, który był wówczas wykorzystywany do przewożenia wojska. Po wojnie emigrował do USA i zamieszkał w Teksasie. W latach 60. - w Dallas - był menedżerem w renomowanej polskiej restauracji „Old Warsaw”.
Jego żoną była Zofia Cybulska z domu Zakrzewska, druga żona Aleksandra Weissberga-Cybulskiego.

## Filmografia
- 1927 - Maraton polski - Janek
- 1929 - 9.25. Przygoda jednej nocy - Jerzy
- 1929 - Magdalena - inżynier lotnik Marek Surzycki
- 1929 - Ponad śnieg - Wiko
- 1930 - Dusze w niewoli - Ludwik Lachowicz
- 1931 - Cham - Paweł
- 1931 - Krwawy wschód - porucznik
- 1932 - Sto metrów miłości - Jan Łęski
- 1934 - Córka generała Pankratowa - Aleksy Woronow
- 1934 - Młody las - Jan Walczak
- 1935 - Rapsodia Bałtyku - Zygmunt Zatorski, mąż Ewy
- 1936 - Bohaterowie Sybiru - student rosyjski Roman Kłosewicz
- 1936 - Dodek na froncie - porucznik Jan Majewski
- 1936 - Róża - Grzegorz
- 1936 - Wierna rzeka - książę Odrowąż
- 1937 - Dorożkarz nr 13 - nauczyciel muzyki Jerzy
- 1937 - O czym marzą kobiety - Walter King
- 1937 - Płomienne serca - Stasio
- 1937 - Ty, co w Ostrej świecisz Bramie... - Ryszard Malewicz, narzeczony Marii
- 1938 - Druga młodość - Ryszard, syn Mohortów
- 1938 - Dziewczyna szuka miłości - konstruktor i pilot Jerzy Zamiejski
- 1938 - Granica - Franek
- 1938 - Rena - Janusz, syn Gardy
- 1938 - Serce matki - Władysław
- 1938 - Wrzos - Stach
- 1939 - O czym się nie mówi... - Krajewski